# Phlegra ferberorum
Phlegra ferberorum är en spindelart som beskrevs av Prószynski 1998. Phlegra ferberorum ingår i släktet Phlegra och familjen hoppspindlar. Inga underarter finns listade i Catalogue of Life.